# Пакосць
Пакосць (пол. Pakość) — місто в центральній Польщі, на річці Нотець.
Належить до Іновроцлавського повіту Куявсько-Поморського воєводства.

## Демографія
Демографічна структура станом на 31 березня 2011 року:
|          | Загалом | Допрацездатний вік | Працездатний вік | Постпрацездатний вік |
| -------- | ------- | ------------------ | ---------------- | -------------------- |
| Чоловіки | 2825    | 546                | 2015             | 264                  |
| Жінки    | 3045    | 559                | 1792             | 694                  |
| Разом    | 5870    | 1105               | 3807             | 958                  |